# Dayakus
Dayakus là một chi bọ cánh cứng trong họ 
Elateridae.
Chi này được miêu tả khoa học năm 1893 bởi Candèze.

## Các loài
Các loài trong chi này gồm:
- Dayakus angularis Candèze, 1895
- Dayakus basilewskyi Cobos, 1970
- Dayakus bisulcatus (Fleutiaux, 1935)
- Dayakus congoensis (Fleutiaux, 1935)
- Dayakus dilaticollis (Fleutiaux, 1935)
- Dayakus villiersi Cobos, 1970